# Losaline Ma'asi
Losaline Ma'asi es una política tongana perteneciente al Partido Democrático de las Islas Amigas. Ha ocupado diferentes cargos en el Gabinete de Tonga, y desde 2017 se desempeña como representante Popular en la Asamblea Legislativa. 

## Carrera política
Ma'asi fue directora ejecutiva del Ministerio de Agricultura. En las elecciones generales de 2017 fue electa Representante Popular por el distrito electoral de Tongatapu 5. El 26 de junio de 2018 fue nombrada Ministra de Asuntos Internos por el primer ministro Akilisi Pōhiva. Debido a una reorganización del gabinete, en enero de 2019 fue nombrada ministra de Agricultura, Alimentos y Bosques.
En septiembre de 2020, fue elegida presidenta del Comité de la Cámara de la Asamblea Legislativa de Tonga tras ser nominada por el presidente del Parlamento, Fatafehi Fakafānua; se convirtió en la primera mujer en desempeñar dicho cargo.
Ma'asi ha representado al Parlamento tongano en conferencias regionales e internacionales como Pacific Women in Power (PWP), Third Pacific Parliamentary Forum y Commonwealth Women Parliamentarians (CWP).